# Pâques véronaises
Première Coalition
Batailles
Les Pâques véronaises sont la révolte de Vérone contre l'occupant français et le massacre subséquent par la population de la ville le 17 avril 1797 (an V), pendant la campagne d'Italie de Bonaparte. Vérone était alors dans les États de Venise. Ce jour-là, Bonaparte négociait le traité de Leoben en Autriche.

## Déroulement

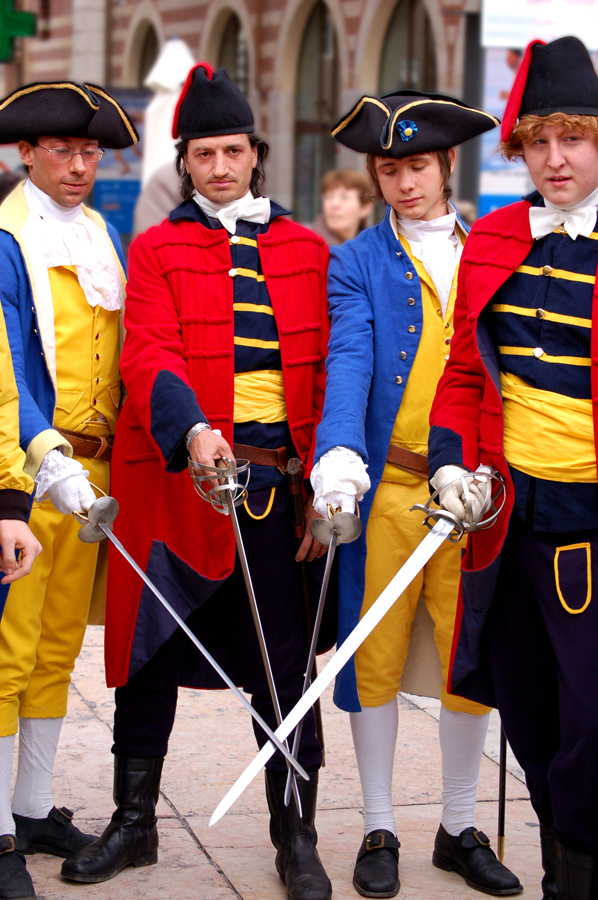
Uniformes des milices vénitiennes à Vérone (en rouge, les Schiavoni ; en bleu et or, la Guardia Nobile Veronese).

Antoine Balland commandait cette place forte. Prévoyant une révolte, il s'enferme, avec ses maigres troupes, dans le Castel San Felice (it) et deux autres châteaux, ne laissant que quelques soldats à la garde des portes et aucun pour veiller sur les civils et les quelque 600 malades.
Le lundi 17 avril, la fin des vêpres pascales est sonnée  et la population accourt sur rues et places publiques. Les portes de la ville sont capturées. Sont alors tués ceux des Français qui vivent, isolés, dans les maisons particulières — fussent-ils malades, blessés ou femmes enceintes — et ceux des  Véronais qu'on soupçonne d'être partisans des Français.

## Conséquences
En représailles, le général Bonaparte fit envahir les États de Venise, exigea et obtint l'abandon du pouvoir par l'aristocratie vénitienne. La république de Venise fut cédée ensuite à l'Autriche par le traité de Campo-Formio en octobre 1797.

## Source
Charles Mullié, Biographie des célébrités militaires des armées de terre et de mer de 1789 à 1850, 1852 .